# Єфремов Юрій Миколайович
Юрій Миколайович Єфремов (11 травня 1937 — 26 серпня 2019) — радянський і російський астроном, завідувач відділу вивчення Галактики та змінних зір Державного астрономічного інституту ім. П. К. Штернберга (1989—2000).

## Біографія
У 1955 році закінчив школу зі срібною медаллю і поступив до астрономічного відділення механіко-математичного факультету Московського державного університету.
З 1960 року працював молодшим науковим співробітником в Астрономічній Раді АН СРСР. З 1973 року — старший науковий співробітник в Державного астрономічного інституту ім. П. К. Штернберга (ДАІШ) Московського державного університету. У 1989—2000 роках — завідувач відділу вивчення Галактики та змінних зір ДАІШ. З 2000 року — головний науковий співробітник ДАІШ.
Помер 26 серпня 2019 року. Похований на Ніколо-Архангельському цвинтарі.

## Наукова діяльність
1967 року захистив кандидатську дисертацію «Основні характеристики класичних цефеїд».1983 року — захистив докторську дисертацію «Цефеїди та зоряні угруповання».
Під керівництвом Бориса Кукаркіна та Павла Холопова брав участь у складанні Каталогів змінних зір.
Досліджував спостережні аспекти еволюції зір та зоряних скупчень та структуру галактик.
Відомий відкриттям залежності період — вік для цефеїд та найбільших угруповань молодих зір, названих ним «зоряні комплекси». Є автором концепції зоряниз комплексів як найбільших осередків зореутворення, що відбувається в надгігантських газових хмарах.
Підготував двох докторів та п'ятьох кандидатів наук. Є автором близько 200 наукових публікацій. Один з найцитованіших російських астрономів.
Активний пропагандист науки, поборник сцієнтизму. Заступник відповідального редактора бюлетеня РАН «На захист науки». Автор низки наукових праць та публікацій у ЗМІ, що показують хибність Нової хронології Фоменка/Носовського.
Допускав існування позаземних цивілізацій і вірив у можливість встановлення з ними контакту в найближчому майбутньому.

### Членство у наукових організаціях
- Член Міжнародного астрономічного союзу[5].
- Член Вченої Ради ДАІШ та Інституту історії природознавства і техніки імені С. І. Вавілова[ru].
- Член Бюро Наукової ради з астрономії Російської академії наук

### Відзнаки
- Лауреат Ломоносівської премії МДУ (1996)
- Лауреат премії Астрономічного Товариства СРСР (разом з Анатолієм Засовим та Артуром Черніним[ru]) за цикл досліджень зоряних комплексів у галактиках (1996)
- На честь науковця названо малу планету головного поясу астероїдів 12975 Єфремов[6].